# 60 років визволення Києва від фашистських загарбників (срібна монета)
«60 ро́ків ви́зволення Ки́єва від фаши́стських зага́рбників» — срібна ювілейна монета номіналом 20 гривень, випущена Національним банком України. Присвячена 60-й річниці визволення столиці України м. Києва від нацистських загарбників у листопаді 1943 року у ході знаменної наступальної операції другого періоду «Великої Вітчизняної війни» — битви за Дніпро, результатом якої було знищення «Східного валу» та завершення корінного перелому в ході війни.
Монету введено в обіг 27 жовтня 2003 року. Вона належить до серії «Друга світова війна».

## Опис монети та характеристики
| Номінал грн. | Метал            | Маса, г      | Діаметр, мм | Якість виготовлення | Гурт     | Тираж, штук |
| ------------ | ---------------- | ------------ | ----------- | ------------------- | -------- | ----------- |
| 20           | срібло 925 проби | 62,2 / 67,25 | 50,0        | пруф                | рифлений | 2 000       |

### Аверс
На аверсі монети розміщено: угорі рік карбування монети «2003», під ним малий Державний Герб України та написи у три рядки: на монеті зі срібла — «УКРАЇНА», «20 ГРИВЕНЬ», а також позначення металу та його проби — «Ag 925», маса в чистоті — «62,2», праворуч на монеті зображено меморіальну дошку та вічний вогонь, права частина якого на срібній монеті — голографічна, та логотип Монетного двору Національного банку України

### Реверс

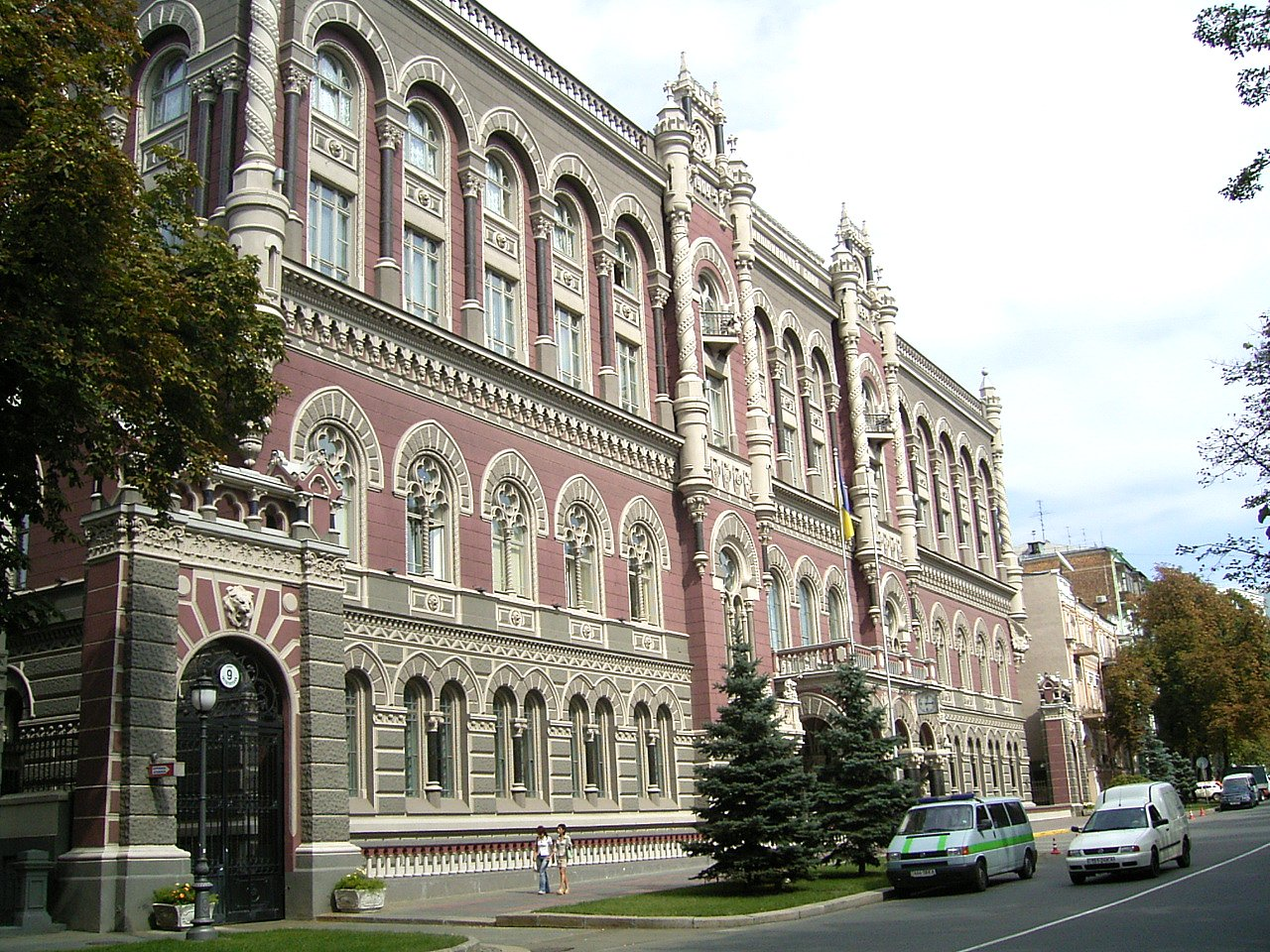
Будівля Національного банку України

На реверсі монети зображено: угорі план-схему наступу радянських військ, унизу стилізовану сцену форсування Дніпра, на другому плані — панорама міста Києва; розміщено написи: угорі праворуч у три рядки — «60 РОКІВ ВИЗВОЛЕННЯ КИЄВА», унизу ліворуч півколом — «ВЕЛИКА ВІТЧИЗНЯНА ВІЙНА».

## Автори
- Художники: Святослав Іваненко, Лариса Корінь.
- Скульптори: Володимир Дем'яненко, Святослав Іваненко.

## Вартість монети
Ціна монети — 1153 гривні, була вказана на сайті Національного банку України у 2015 році.
Фактична приблизна вартість монети, з роками змінювалася так:
| Рік        | 2010  | 2011  | 2012  | 2013  | 2014  | 2015  | 2016  | 2017  | 2018  | 2019  | 2020  | 2021  | 2022  | 2023  | 2024   | 2025   |
| ---------- | ----- | ----- | ----- | ----- | ----- | ----- | ----- | ----- | ----- | ----- | ----- | ----- | ----- | ----- | ------ | ------ |
| Ціна, грн. | 2 300 | 2 300 | 2 300 | 2 300 | 2 300 | 5 500 | 4 300 | 3 500 | 4 600 | 3 500 | 3 700 | 4 400 | 4 500 | 4 700 | 15 000 | 14 600 |